# 甲基三辛基双(三氟甲基磺酰)氨基铵
甲基三辛基双(三氟甲基磺酰)氨基铵是一种离子液体，化学式为C27N2H54O4S2F6。它可由甲基三辛基氯化铵和双(三氟甲基磺酰)氨基锂在水中反应得到，产物在体系中分相，位于液体下层。它可用于从水溶液中萃取高锝酸盐。